# Пьятра-Крайулуй (национальный парк)
Национальный парк Пьятра-Крайулуй (рум. Parcul National Piatra Craiului) — природоохранная зона в Румынии со статусом национального парка. Расположена на территории горного массива Пьятра-Крайулуй в Южных Карпатах в 200 километрах к северу от Бухареста. Занимает площадь 14 781 га (по другим данным, 15 867 га) на территории жудецов Брашов и Арджеш. Национальный парк примечателен карстовым ландшафтом с интересными известняковыми образованиями и разнообразной флорой и фауной. Основан в 1938 году как заповедная зона, в 1990 году стал национальным парком и в 2000 году статус подтверждён.

## Флора

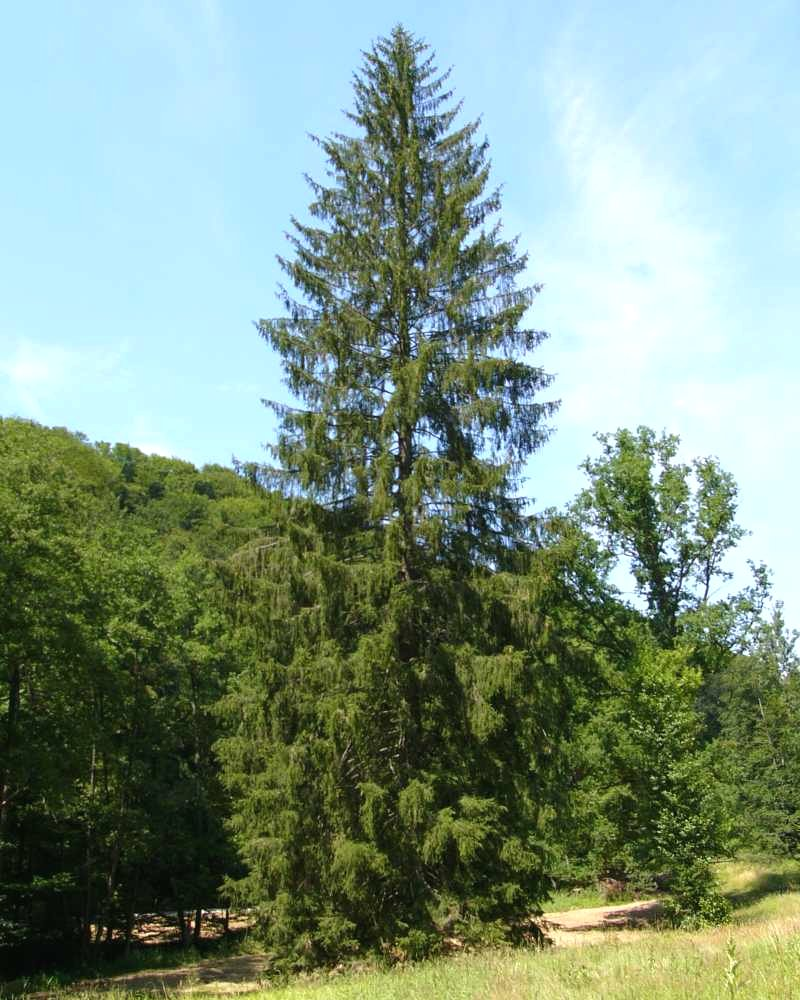
Ель обыкновенная

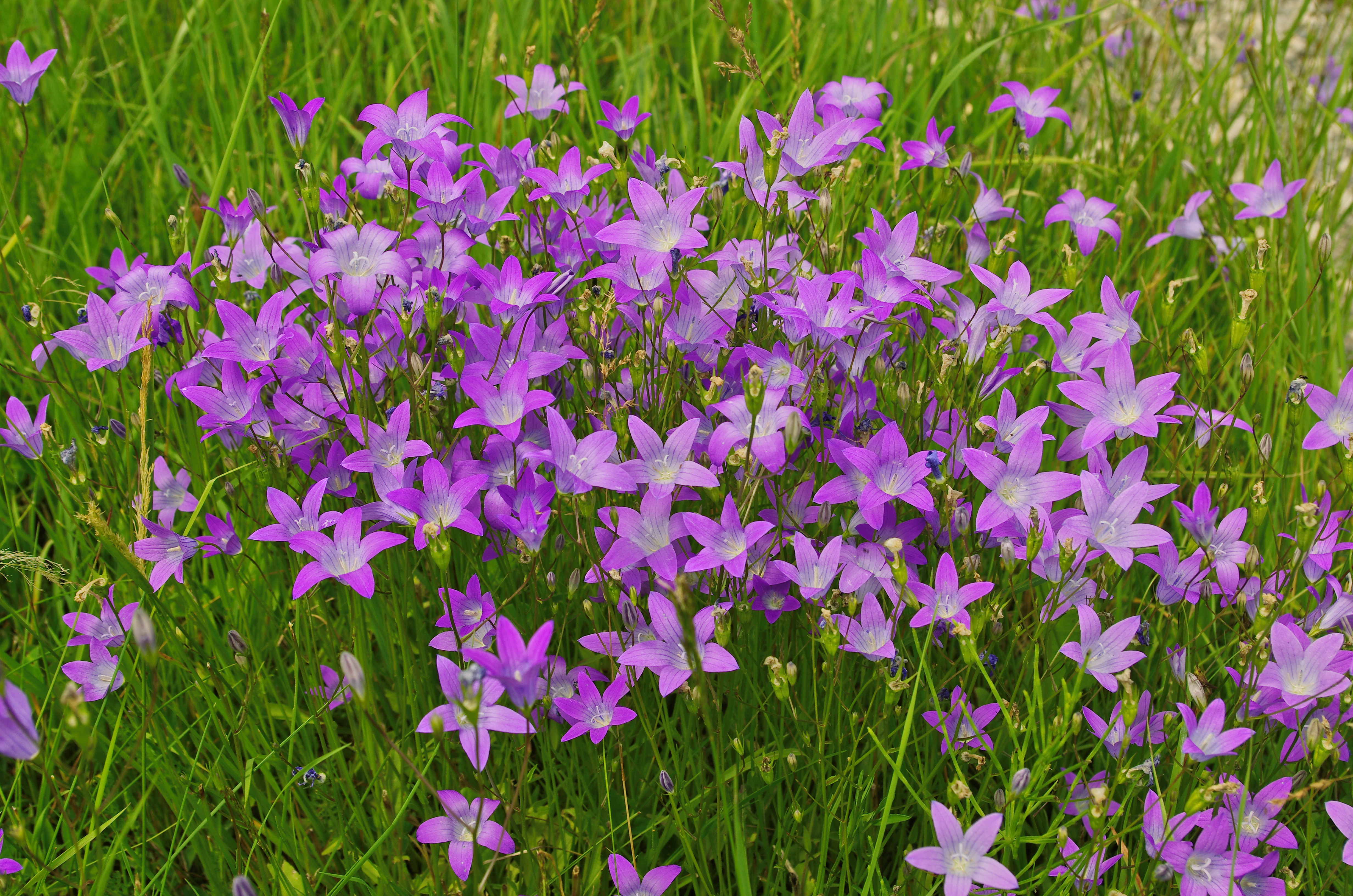
Колокольчик раскидистый

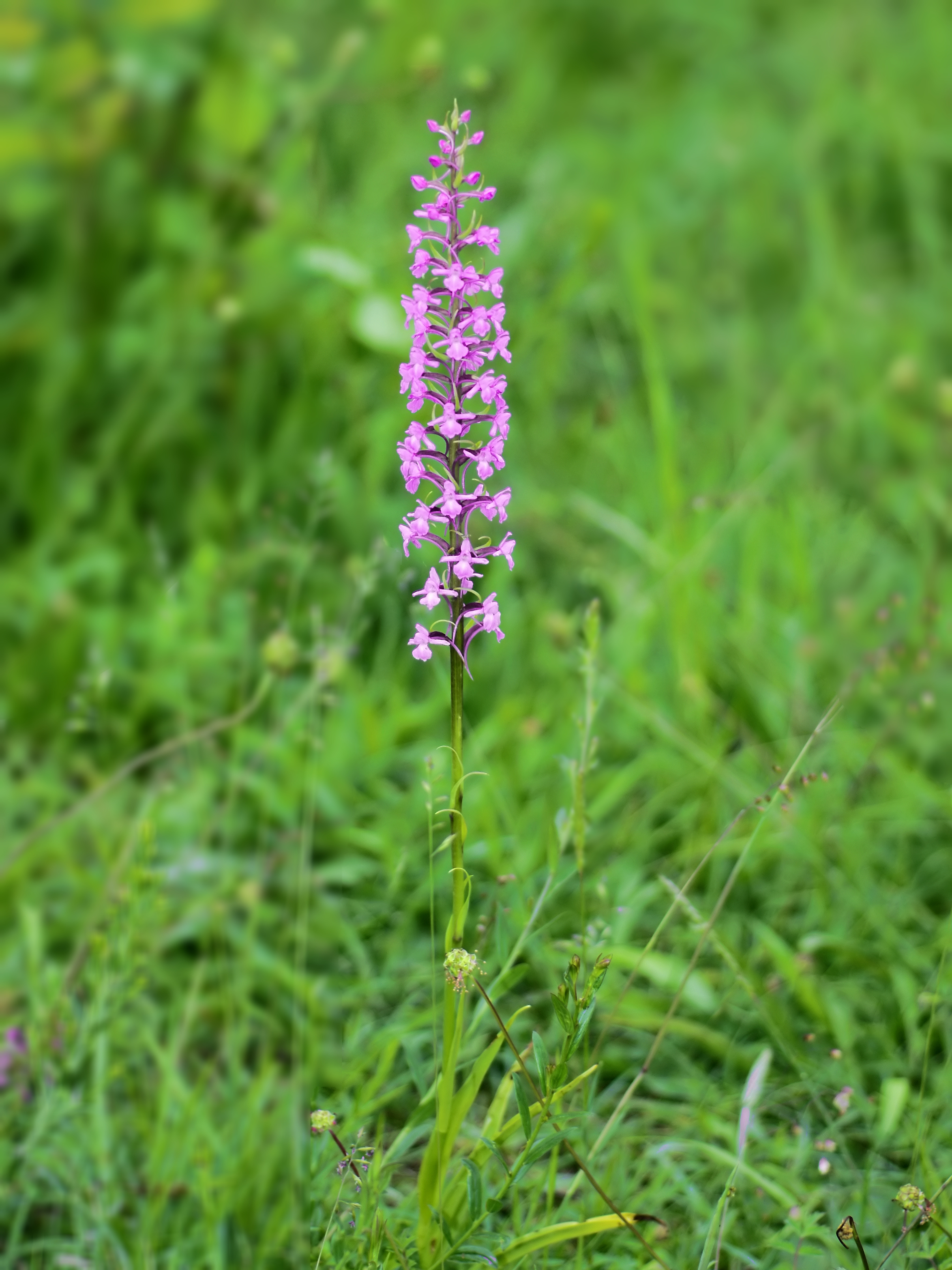
Кокушник длиннорогий

В национальном парке отмечено около 1170 видов и подвидов растений, что составляет около 30 % от растительного разнообразия Румынии. Встречаются редкие виды, такие как эндемик рода гвоздика Dianthus callizonus.

### Деревья и кустарники
Среди хвойных деревьев, произрастающих в парке — сосны (Pinus) и лиственницы (Larix), в частности сосна кедровая европейская (Pinus cembra) и лиственница европейская (Larix decidua), а также ель обыкновенная (Picea Abies), пихта белая (Abies alba) и тис ягодный (Taxus baccata).
Из лиственных деревьев произрастают следующие виды: дуб скальный (Quercus petraea), дуб черешчатый (Quercus robur), бук европейский (Fagus sylvatica), граб обыкновенный (Carpinus betulus), клён белый (Acer pseudoplatanus), липа сердцевидная (Tilia cordata), ясень обыкновенный (Fraxinus excelsior), конский каштан обыкновенный (Aesculus hippocastanum), вяз шершавый (Ulmus glabra), клён остролистный (Acer platanoides), клён полевой (Acer campestre), берёза повислая (Betula pendula), осина (Populus tremula), ольха зелёная (Alnus viridis), ольха чёрная (Alnus glutinosa), ива белая (Salix alba) и ива козья (Salix caprea).

### Травянистые растения
В национальном парке произрастают 48 из 53 видов семейства орхидные, встречающихся в Румынии, среди которых пыльцеголовник длиннолистный (Cephalanthera longifolia), кокушник длиннорогий (Gymnadenia conopsea), кокушник ароматнейший (Gymnadenia odoratissima).

## Фауна

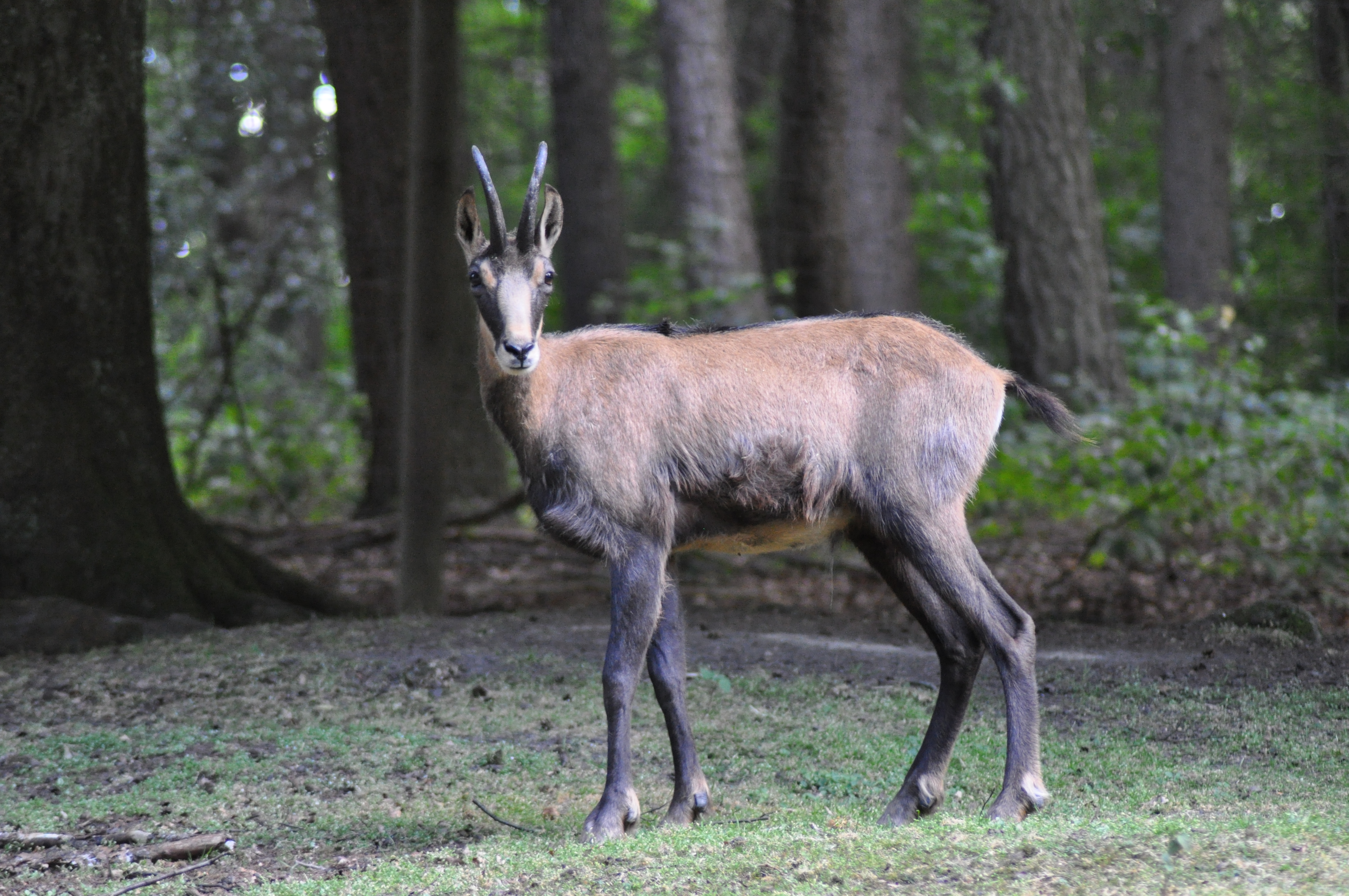
Серна

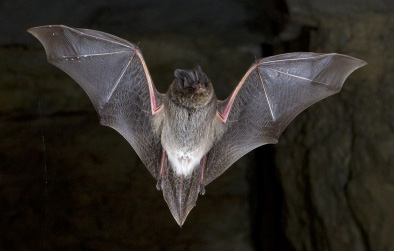
Европейская широкоушка

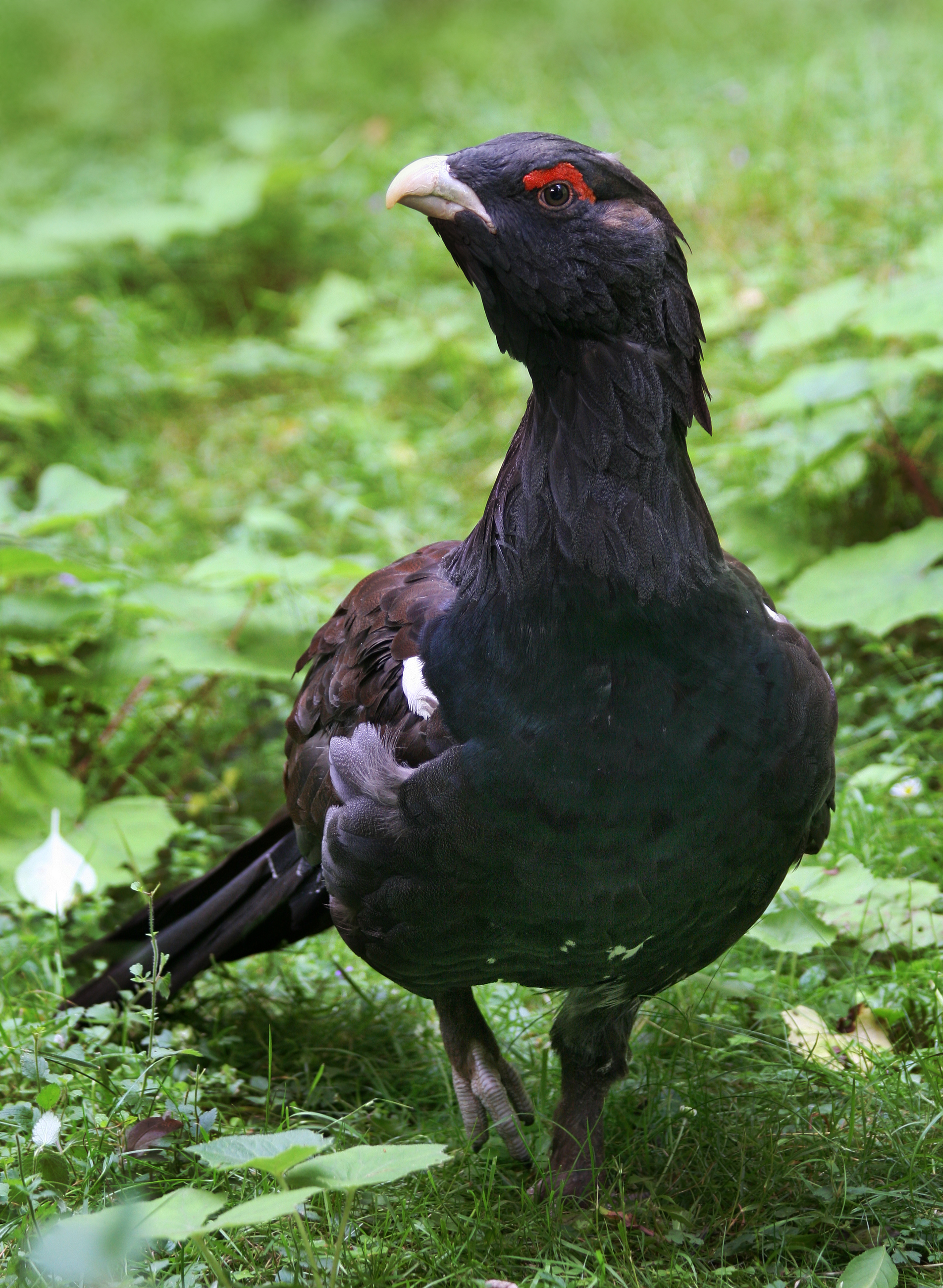
Глухарь

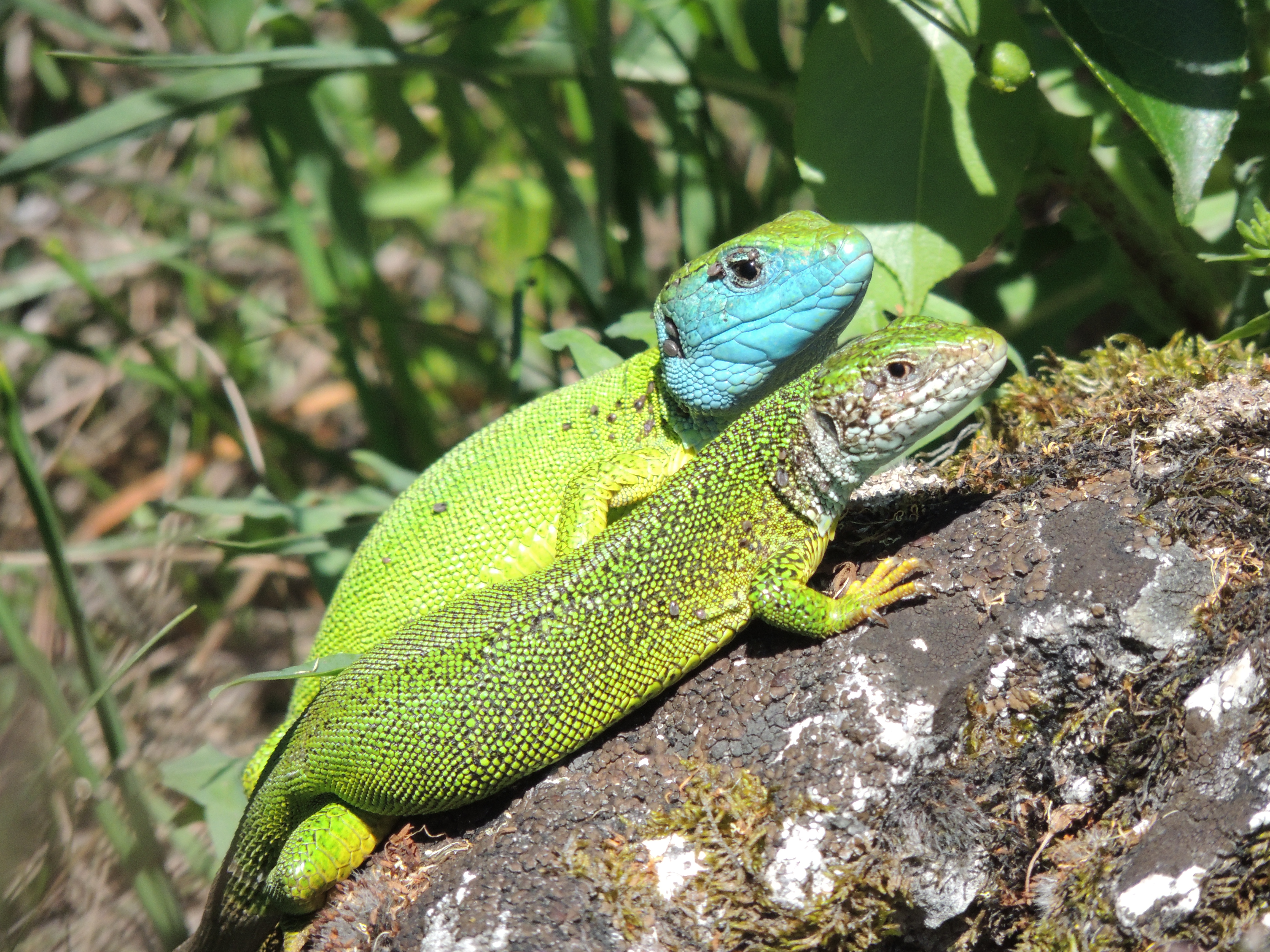
Зелёная ящерица

Богатая фауна парка включает, помимо прочего, 111 видов птиц. Все виды рептилий и амфибий являются охраняемыми.

### Млекопитающие
Из крупных млекопитающих в национальном парке обитают бурый медведь (Ursus arctos), благородный олень (Cervus elaphus), европейская косуля (Capreolus capreolus), серна (Rupicapra rupicapra), волк (Canis lupus), обыкновенная рысь (Lynx lynx), лесная куница (Martes martes), обыкновенная лисица (Vulpes vulpes) и кабан (Sus scrofa).
Из малых млекопитающих тут встречаются каролинская белка (Sciurus carolinensis), европейская широкоушка (Barbastella barbastellus), обыкновенный длиннокрыл (Miniopterus schreibersii), большая ночница (Myotis myotis), остроухая ночница (Myotis blythii), большой подковонос (Rhinolophus ferrumequinum), малый подковонос (Rhinolophus hipposideros), белобрюхая белозубка (Crocidura leucodon), малая бурозубка (Sorex minutus), мышь-малютка (Micromys minutus), обыкновенная бурозубка (Sorex araneus) и альпийская бурозубка (Sorex alpinus).

### Птицы
Из птиц в Пьятра-Крайулуй обитают глухарь (Tetrao urogallus), ворон (Corvus corax), рябчик (Tetrastes bonasia), обыкновенная пустельга (Falco tinnunculus), горихвостка-чернушка (Phoenicurus ochruros), сапсан (Falco peregrinus), альпийская завирушка (Prunella collaris), коростель (Crex crex), галка (Corvus monedula), ушастая сова (Asio otus), вяхирь (Columba palumbus), полевой жаворонок (Alauda arvensis), малый подорлик (Aquila pomarina), беркут (Aquila chrysaetos), обыкновенный канюк (Buteo buteo), мохноногий канюк (Buteo lagopus), черноголовый щегол (Carduelis carduelis), удод (Upupa epops), обыкновенная кукушка (Cuculus canorus), чёрный дрозд (Turdus merula), полевой лунь (Circus cyaneus), чиж (Carduelis spinus), обыкновенная иволга (Oriolus oriolus), обыкновенный жулан (Lanius collurio), обыкновенная овсянка (Emberiza citrinella), белая трясогузка (Motacilla alba), черныш (Tringa ochropus), хохлатый жаворонок (Galerida cristata) и ястребиная славка (Sylvia nisoria).

### Рептилии
Из рептилий в парке встречаются следующие виды: прыткая ящерица (Lacerta agilis), зелёная ящерица (Lacerta viridis), водяной уж (Natrix tessellata), обыкновенная медянка (Coronella austriaca), ломкая веретеница (Anguis fragilis), обыкновенный уж (Natrix natrix) и обыкновенная гадюка (Vipera berus).

### Амфибии
Среди амфибий в национальном парке обитают желтобрюхая жерлянка (Bombina variegata), гребенчатый тритон (Triturus cristatus), альпийский тритон (Triturus alpestris), обыкновенный тритон (Triturus vulgaris), прыткая лягушка (Rana dalmatina), травяная лягушка (Rana temporaria), обыкновенная квакша (Hyla arborea) и огненная саламандра (Salamandra salamandra).

### Рыбы
В водоёмах парка встречается всего три вида рыб: обыкновенный усач (Barbus meridionalis), европейская ручьевая минога (Eudontomyzon mariae) и Обыкновенный подкаменщик (Cottus gobio).

### Беспозвоночные
Среди беспозвоночных на территории парка насчитывается 35 эндемичных видов, например, Nesticus constantinescui и Rhagidia carpatica.